# Rhipidia (Eurhipidia) perscitula
Rhipidia (Eurhipidia) perscitula is een tweevleugelige uit de familie steltmuggen (Limoniidae). De soort komt voor in het Oriëntaals gebied.